# شقار غربي
الشقّار الغربي نوع نباتي ينتمي إلى جنس الشقّار من الفصيلة الحوذانية.

## البيئة والانتشار
موطنه غرب الولايات المتحدة الأمريكية من كاليفورنيا إلى ولاية واشنطن وجنوب غرب كندا.

## الوصف النباتي
الزهرة بيضاء ذات أعضاء جنسية صفراء. الثمرة فقيرة.